# Grant Leadbitter
Grant Leadbitter (Fencehouses, Anglia, 1986. január 7. –) angol labdarúgó, aki jelenleg a Middlesbrough-ban játszik, középpályásként.

## Pályafutása

### Sunderland
Leadbitter gyermekkorában a Sunderland szurkolója volt, 16 éves korában csatlakozott a csapat ifiakadémiájához. Az első csapatban 2003 szeptemberében, egy Huddersfield Town elleni Ligakupa-meccsen mutatkozott be. 2005 szeptemberében kölcsönben a Rotherham Unitedhez került, hogy tapasztalatot gyűjtsön. Ott egy gólt szerzett, a Swansea City ellen. Miután visszatért a Sunderlandhez, 2005 decemberében a Premier League-ben is bemutatkozhatott.
Miután a Sunderland kiesett az élvonalból, Leadbitter 2006 nyarán nem hosszabbította meg azonnal a szerződését a csapattal, egy nagyobb klub ajánlatára várva. Végül mégis aláírt a piros-fehérekkel és fontos tagja lett annak a csapatnak, mely Roy Keane irányítása alatt visszajutott a Premier League-be. Minden bajnokin pályára lépett és három gólt szerzett. 2008 júniusában új, három évre szóló szerződést kötött a Sunderlanddel. 2008. október 4-én, az Arsenal ellen gólt szerzett, ami után kiszaladt a pálya szélére és megcsókolta a földet. Később kiderült, hogy hetekkel korábban elhunyt édesapja előtt tisztelgett, akinek a hamvait ott temették el.

### Ipswich Town
2009. szeptember 1-jén az Ipswich Town 2,6 millió fontért leigazolta Leadbittert csapattársával, Carlos Edwardsszal együtt. Első gólját a Nottingham Forest ellen szerezte.

### Middlesbrough
Leadbitter szerződése 2012-ben lejárt az Ipswich Townnal, ami után a Middlesbrough-hoz igazolt, három évre aláírva a csapattal. 2012. november 30-án megszerezte első gólját a csapatban, egy Birmingham City elleni bajnokin. 2013 márciusában, a Wolverhampton Wanderers ellen kétszer is eredményes volt. Jó teljesítményének köszönhetően őt választották csapata legjobbjának a 2012/13-as szezon végén. 2014. december 19-én új, hároméves szerződést kötött a Boróval. 2015-ben bekerült a másodosztály álomcsapatába. 2016. május 7-én, a Brighton & Hove Albion elleni 1-1-es döntetlen után feljutást ünnepelhetett csapatával.

### A válogatottban
Az angol U21-es válogatottban 2007 novemberében mutatkozott be, csereként váltva Gabriel Agbonlahort, Bulgária ellen. 2008. március 25-én, Lengyelország ellen játszott utoljára a csapatban.

## Külső hivatkozások
- Grant Leadbitter pályafutásának statisztikái a Soccerbase oldalon (angolul)